# Melicope erromangensis
Melicope erromangensis är en vinruteväxtart som beskrevs av Thomas Gordon Hartley. Melicope erromangensis ingår i släktet Melicope och familjen vinruteväxter. Inga underarter finns listade i Catalogue of Life.